# Irving Lefkowitz
Irving Lefkowitz é um engenheiro de controle estadunidense.